# Algemene verkiezingen in Liberia (1873)

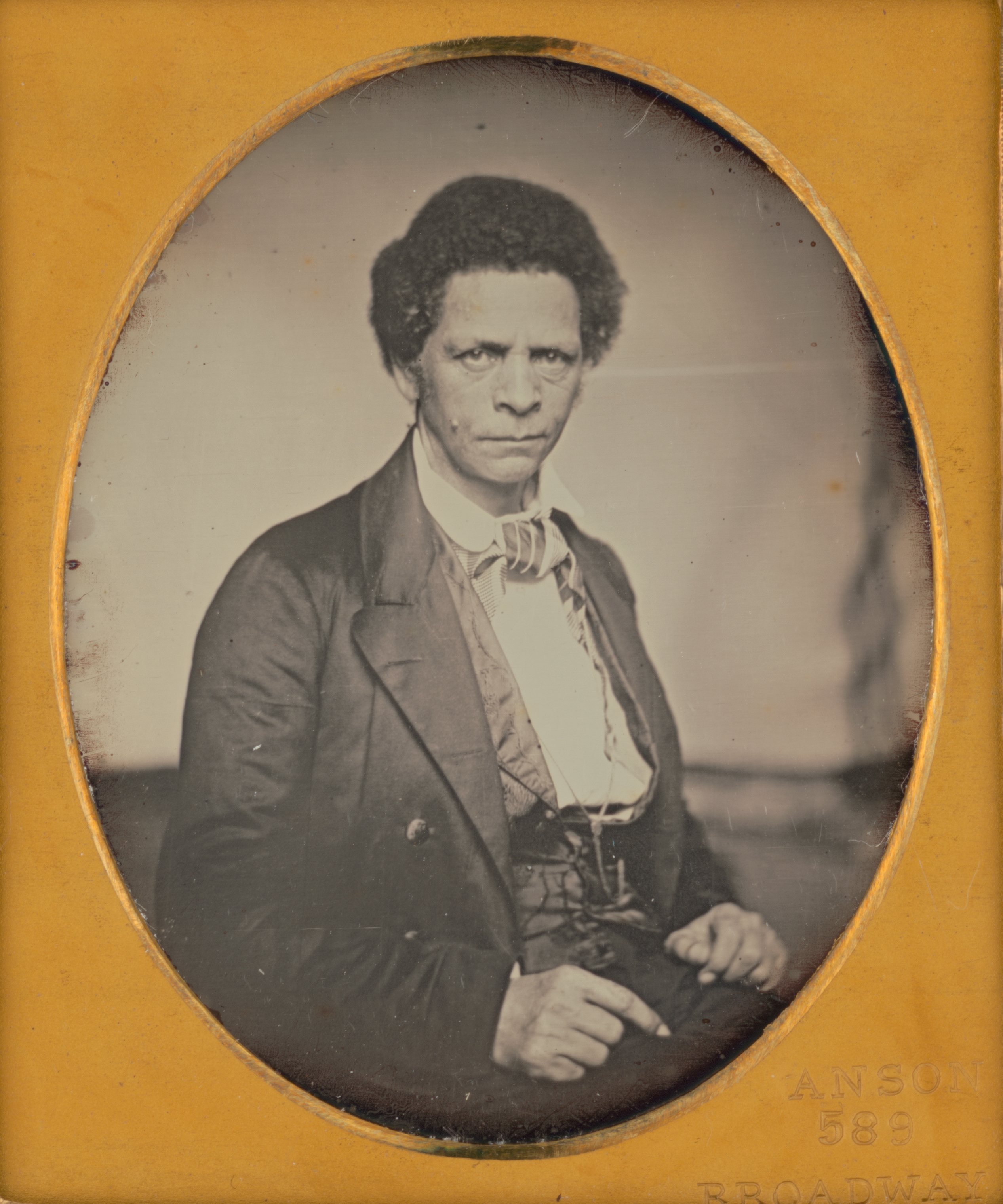
President Joseph Jenkins Roberts.

De algemene verkiezingen in Liberia van 1873 werden in mei van dat jaar gehouden en gewonnen door zittend president Joseph Jenkins Roberts van de Republican Party. Het lijkt erop dat Roberts de enige kandidaat was bij de presidentsverkiezingen. Exacte data, zoals stemverdeling en opkomstcijfers, ontbreken.